# Sabicea neglecta
Sabicea neglecta är en måreväxtart som beskrevs av Frank Nigel Hepper. Sabicea neglecta ingår i släktet Sabicea och familjen måreväxter.
Artens utbredningsområde är Nigeria. Inga underarter finns listade i Catalogue of Life.